# نقره نیترات
نقرهٔ نیترات یا نیترات دارژان، یک ترکیب معدنی با فرمول شیمیایی AgNO3 است. این ترکیب پیش ماده همه کاره برای بسیاری از ترکیبات نقره می‌باشد، شامل مواد اولیهٔ مورد استفاده در عکاسی. حساسیت نقرهٔ نیترات از دیگر هالیدهای آن نسبت به نور، به مراتب کمتر است. در طب سنتی و کیمیاگری ایران باستان نقرهٔ نیترات را سنگ جهنم می‌نامیدند و موارد استفاده زیادی داشته‌است. در غرب نیز آن را به ماه نسبت داده و ماه سوزان نامیده‌اند.
در نقرهٔ نیترات جامد، یون نقره به صورت چینش سه‌وجهی (trigonal) مسطح است.

## ویژگی‌های نیترات نقره
- نیترات نقره با فرمول شیمیایی (AgNO3) ترکیبی بی‌رنگ، بسیار محلول، اساساً سمی و به سادگی به نقرهٔ فلزی احیا می‌شود و از آن در تهیهٔ ترکیبات نقره، آئینه‌های نقره (ساخت و تولید آینه)، جوهرها استفاده می‌شود.
- یکی از مهم‌ترین ترکیبات نقره است به‌طور گسترده در صنعت عکاسی استفاده می‌شود و نقره دارای صدها کاربرد مهم در صنایع مختلف در جهان می‌باشد.
- تولید این محصول با درجه خلوص بالا ۹۹٫۹۹۹ الی ۱۰۰٫۵ درصد نیاز به دانش و تجربهٔ بسیار بالایی است زیرا این ماده کاملاً سمی و اثرات این ماده در زیر ارائه شده‌است؛ لذا در کار با نقره و نیترات نقره باید کاملاً موارد ایمنی را رعایت نمود.

### اثرات نقره در انسان

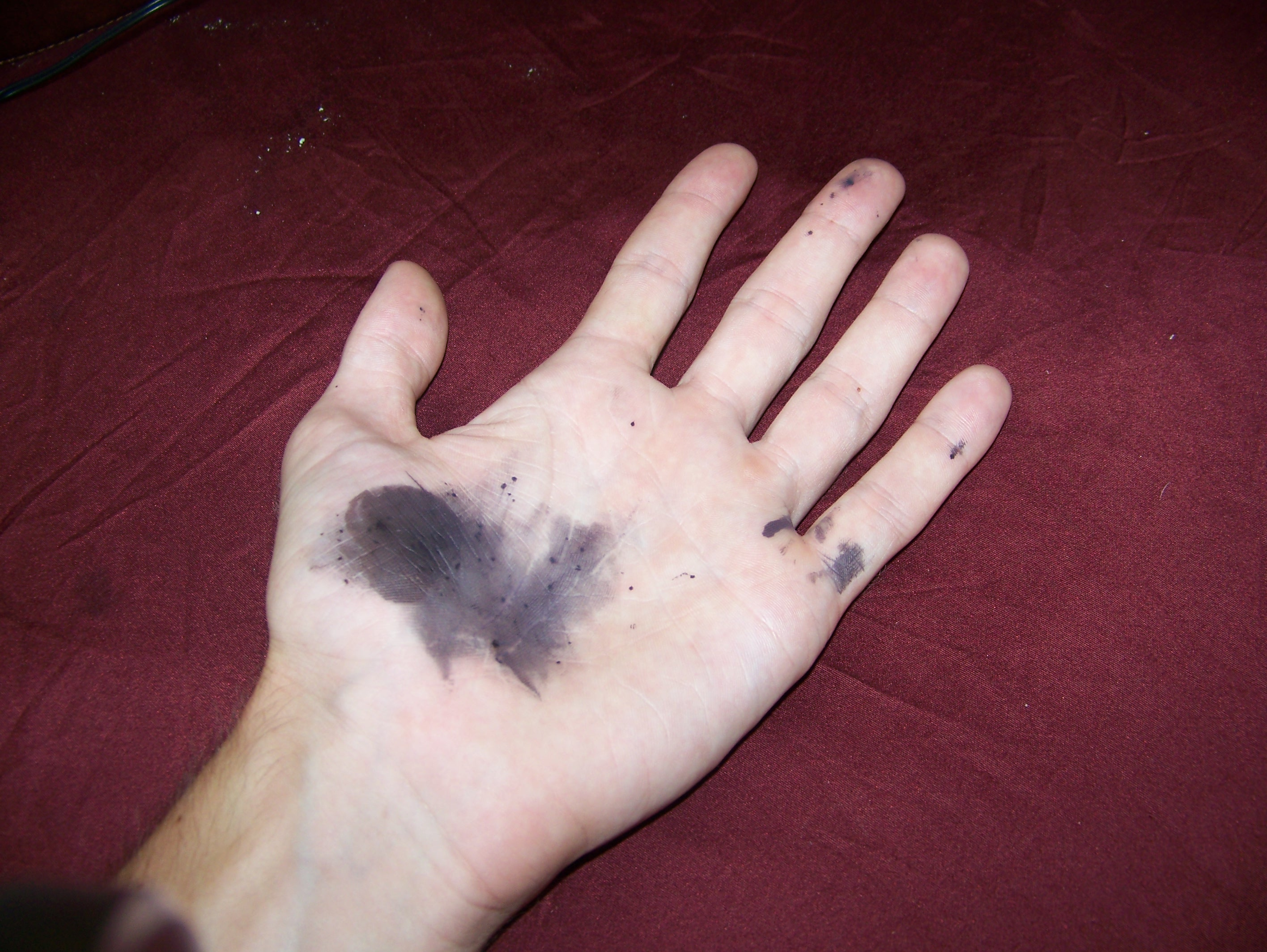
تأثیر نیترات نقره در پوست

نمک‌های محلول نقره به ویژه AgNO3، با غلظت بیش از ۲ گرم (۰٫۰۷۰ اوز) کشنده هستند.
ترکیبات نقره به آهستگی توسط بافت‌های بدن جذب می‌شوند و پیگمان‌هایی آبی یا سیاه در پوست ایجاد می‌کنند.
تماس با چشم: اگر مایع آن در تماس با چشم قرار گیرد، باعث آسیب شدید قرنیه می‌شود.
تماس با پوست: باعث سوزش پوست می‌شود. تماس مداوم با پوست باعث ایجاد آلرژی می‌شود.
خطرات تنفس: قرار گرفتن در معرض بخار نقره با غلظت بالا باعث سرگیجه، مشکلات تنفسی، سردرد یا سوزش مجاری تنفسی می‌شود. غلظت بسیار بالای آن باعث خواب آلودگی، گیج خوردن، گیجی، بیهوشی، کما و در نهایت مرگ می‌شود.
مایع یا بخار آن باعث سوزش پوست، چشم، گلو یا ریه می‌شود. استفاده غلط از آن و تنفس مقداری از این محصول، زیان‌آور یا کشنده است.
خطرات خوردن: نسبتاً سمی است. باعث اختلالات معده، حالت تهوع، استفراغ، اسهال و خواب آلودگی می‌شود. اگر این ماده بلعیده شود، به ششها آسپیره می‌شود یا اگر استفراغ رخ دهد، باعث پنومونیتیس شیمیایی می‌شود که کشنده است.
اندام‌های هدف: قرار گرفتن در معرض این ماده یا ترکیبی از آن، بر روی جانوران آزمایشگاهی اثرات زیر را داشته‌است:
- آسیب کلیه
- آسیب چشم
- آسیب شش
- آسیب کبد
- آنمی
- آسیب مغز
قرار گرفتن در معرض این ماده یا ترکیبی از آن در انسان اثرات زیر را به دنبال دارد:
- ناهنجاری‌های قلب
- اگر انسان دائماً یا برای مدتی طولانی در معرض این ماده قرار داشته باشد، باعث آسیب مغز و صدمهٔ سیستم عصبی می‌شود.
- تنفس مداوم یا تماس مداوم اتیل کتون با دست احتمال تشکیل نوروتوکسین‌هایی مانند هگزان را افزایش می‌دهد به ویژه اگر این تماس هم‌زمان باشد.
تاثیر بر محیط‌زیست:
AgNO3 خاصیت خورندگی داردو ضروری است در هنگام مصرف از دستکش استفاده کرد و این ماده از مواد مخرب محیط‌زیست به حساب می‌آید و لازم است از ورود ان به محیط‌زیست جلوگیری شود.